# PCDTBT
Le PCDTBT, ou poly[N- 9’-heptadecanyl-2,7-carbazole-alt-5,5-(4,7-di-2-thienyl-2’,1’,3’-benzothiadiazole], est un polymère semi-conducteur utilisé principalement dans la fabrication de cellules solaires organiques. 
Lorsque le PCDTBT est utilisé comme donneur d'électron (matériau de type p) avec le PC70BM comme accepteur d'électron (matériau de type n), on peut fabriquer des cellules solaires atteignant jusqu'à 7,2 % d'efficacité énergétique. Cette cellule a même détenu le record du monde d'efficacité pour des cellules solaires organiques à hétérojonction volumique pendant une brève période. Le PCDTBT a été synthétisé pour la première fois par le groupe de recherche du professeur Mario Leclerc à l'Université Laval.

## Caractéristiques
Le PCDTBT est stable à l'air libre et stable thermiquement. Il possède une énergie de bande interdite de 1,8 eV, ce qui en fait un polymère à faible bande interdite, ce qui lui permet d'absorber des photons dans une grande gamme spectrale. Le PCDTBT est soluble entre autres dans le chloroforme, le chlorobenzène, le 1,2-dichlorobenzène et le 1,2,4-trichlorobenzène.